# Набу

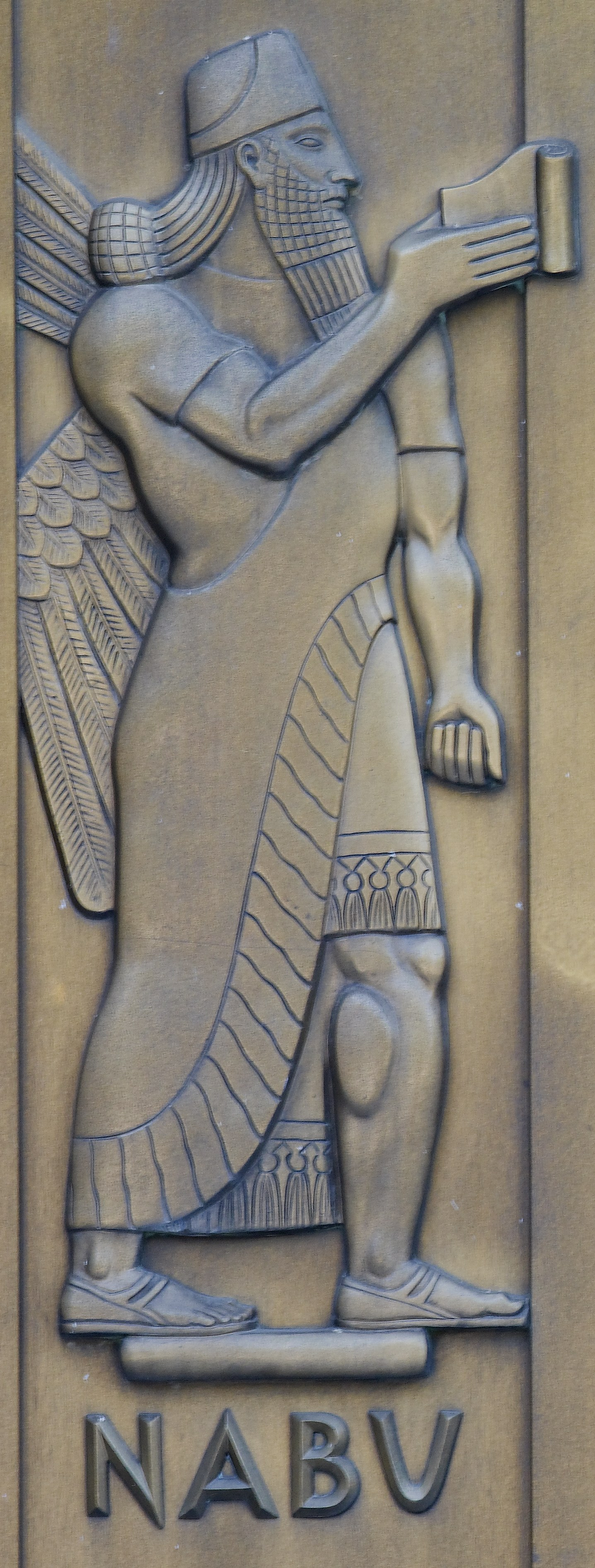

Набу — в аккадской мифологии бог мудрости, покровитель писцового искусства, писцов и каллиграфов. Почитался в городе Борсиппа, пригороде Вавилона. Входил в список 12 основных богов города Вавилона. Его храм — семиступенчастый зиккурат Э-зида («Дом вечности»).
Набу — сын Мардука и супруг Ташмету. Его значение росло вместе с отцовским. Тесные отношения между Мардуком и Набу подчёркивались тем, что их главные святилища находились рядом — в Вавилоне и Борсиппе. Набу был также писцом Мардука и писал для него таблицы судеб, благодаря чему пользовался большим влиянием. Его символ — палочки для письма.
Одновременно Набу почитали как бога растительности.
Богу Набу в Вавилоне была посвящена планета Меркурий.